# 100007 Peters
100007 Peters este un asteroid din centura principală de asteroizi.

## Descriere
100007 Peters este un asteroid din centura principală de asteroizi. A fost descoperit pe 13 februarie 1988 la Observatorul La Silla de Eric Walter Elst. Asteroidul prezintă o orbită caracterizată de o semiaxă mare de 3,16 ua, o excentricitate de 0,00 și o înclinație de 21,4° în raport cu ecliptica.